# Монте-Массіко
Монте Массіко (лат. Mons Massicus) — гора розташована в італійській провінції Казерта (Кампанія) між ріками Вольтурно і Гарільяно.

## Опис
Монте Массіко — італійський гірський хребет. У давнину його описували як той, що знаходиться на території Аурунчі і на межі Кампанії та Лація, що приписується більшістю авторів останньому.
Він виступає на південний захід від вулканічної системи Рокка Монфіна (див. Сесса-Аурунка) до самого моря і відокремлює нижню течію Ліріса від рівнини Кампанії. Він складається з вапняку, над яким височіють пліоценові та вулканічні маси, і колись був островом; його найвища точка знаходиться на висоті 811 метрів (2661 фут) над рівнем моря.
У давнину він славився своїм фалернським вином. Уздовж узбережжя було лише місце для проходу дороги; прохід охороняло аурунканське місто Вешіа (ймовірно, на схилі гори), яке припинило своє існування у 314 році до н. е. після поразки авзонів, але залишив свою назву цього місця. Його наступник, Сінуесса, на узбережжі, станція на Віа Аппія, була побудована в 312 до н. е., а в 295 році до н. е. там було засновано колонію.
Вона згадувалась класичними письменниками як місце, де зупинялися мандрівники. Тут Вергілій разом із Горацієм здійснив знамениту подорож до Брундізії. Доміціан значно збільшив його значення, побудувавши Віа Доміціана, яка виходила тут з Віа Аппія і йшла до Кум і Путеол, і саме він, безсумнівно, підняв його до положення колонії Флавія. Місто було зруйноване сарацинами, але деякі його руїни все ще видно за дві милі на північний захід від сучасного села Мондрагоне — мінеральні джерела, які досі б'ють тут, відвідувалися в давнину.

## Флора и фауна
Монте Массіко, що відокремлює вулкан Роккамонфіна від Тірренського моря, є невеликою вапняковою горою, вкритою густим середземноморським чагарником зі миртами, привілеями, сочевицею, суничним деревом і м'ясницькою мітлою. Автохтонні ліси, що покривають гору, складаються з дуба гостролистого, граба, ріжкового дерева, маслини, дуба пухнастого і клена звичайного. Лісовідновлення південних схилів включає кипарис, кам'яну сосну, морську сосну і, меншою мірою, чорну сарану та акацію.
На горі, і зокрема в її лісах, живуть кабани, борсуки, соснові куниці, їжаки, землерийки, кроти, дорміси, полівки та дикі миші. До хижаків відносяться лисиці, ласки та кам'яні куниці, а до плазунів — звичайна гадюка, польова ящірка та зелена ящірка.
На сьогоднішній день на Монте Массіко зареєстровано понад 90 видів птахів, включаючи канюків, чорних шуліків, боривітерів, сов, комор, сокушок, зелених дятлів, червоних дятлів, яструбів-горобців, соків, сов, сорокопутів та яструбів-тетерівників. Список доповнюють численні види горобиних птахів, такі як малий дрізд, червоноспинний дрізд, крилатка, золотиста іволга, кропивник, чорношийка, сардинська піночка, мухоловка, червонозобик, малиновка, соловей, співочий дрізд, велика синиця, червоний, зелененька, чиж, златогузка, самотній горобець та каландра. Тут також цікава присутність сови совок, невеликого нічного хижого птаха, який досягає Кампанії після зимівлі в Африці.